# Jarosław Cichosz
Jarosław Cichosz (ur. 14 lutego 1987) – polski lekkoatleta, płotkarz.

## Kariera sportowa
Reprezentuje barwy AZS-AWFiS Gdańsk, w 2008 zdobył brązowy medal mistrzostw Polski seniorów w biegu na 400 metrów przez płotki, powtórzył to osiągnięcie podczas mistrzostw kraju w 2011 i 2012. Dwukrotnie zdobywał srebro mistrzostw kraju w sztafecie 4 x 400 metrów. W 2006 na tym samym dystansie został mistrzem kraju w kategorii juniorów.

## Rekordy życiowe
- bieg na 400 metrów przez płotki – 50,97 (2009)